# Saudiarabien SA01
Saudiarabien/Kuwait SA01 var det svenska truppinsatsen i Saudiarabien i samband med Kuwaitkriget. Sverige bidrog med ett fältsjukhus omfattande 525 personer och var verksamt i området februari 1991 till mars 1991. Förbandets mandat styrdes under FN-resolution 678 (1990).. 

## Historik
Regeringen tog beslut om insatsen den 10 januari 1991 och förbandets rekognoseringsdelar var på plats den 4 februari 1991. Strax efter, den 10 februari var hela förbandet på plats. Förbandet grupperade strax utanför Riyadh intill flygplatsen, då en av styrningarna från Sverige var att inte gruppera närmre än 100 kilometer från Iraks gräns. Enheten upphörde den 21 mars 1991. Under sin verksamma tid hyste fältsjukhuset bland annat cirka 150 sårade irakiska krigsfångar.
Enheten var organiserad i:
- Stab
- Sjukhuskompani
- Stab- och tross kompani